# Eutropis innotata
Espèce
Synonymes
- Euprepes innotatus Blanford, 1870
- Mabuya innotata (Blanford, 1870)

Statut de conservation UICN

 DD  : Données insuffisantes
Eutropis innotata est une espèce de sauriens de la famille des Scincidae.

## Répartition
Cette espèce est endémique d'Inde.

## Publication originale
- Blanford, 1870 : Notes on some Reptilia and Amphibia from Central India. Journal of the Asiatic Society of Bengal, vol. 39, p. 335-376 (texte intégral).